# The Jon Eardley Seven
The Jon Eardley Seven est un album de jazz du trompettiste Jon Eardley. 

## Enregistrement

### Musiciens
La session est enregistrée par un septet qui est composé de :
- Jon Eardley (tp), Zoot Sims (ts), Phil Woods (as), Milt Gold (tb),, George Syran (p), Teddy Kotick (b), Nick Stabulas (d).

### Dates et lieux
- 13 janvier 1956 New York, État de New York

## Titres
| N°     | Titre          | Compositeur  | Durée |
| ------ | -------------- | ------------ | ----- |
| Face 1 |                |              |       |
| 1.     | Leap Year      | George Syran | 4:54  |
| 2.     | There's No You | Hopper       | 5:45  |
| 3.     | On the Minute  | Jon Eardley  | 7:59  |
|        |                |              |       |
| Face 2 |                |              |       |
| 4.     | Ladders        | Jon Eardley  | 5:13  |
| 5.     | Koo Koo        | Jon Eardley  | 5:47  |
| 6.     | Eard's Word    | Phil Woods   | 5:12  |

## Discographie
- 1956, Prestige Records - LP 7033 (LP)

## Référence
- Ira Gitler, Liner notes de l'album Prestige Records, 1956.